# Praktlav
Praktlav (Xanthoria elegans) är en lav som hör till gruppen vägglavar. Den trivs på kalkrika underlag och är vanligast i bergstrakter, där den växer på klippor. Särskilt markant förekomst har den på underlag som är utsatta för fågelspillning.
Praktlaven kännetecknas främst av bålens rosettformiga växtsätt och av sin påfallande rödaktiga till orangegulaktiga färg. En faktor som påverkar variationen i färg är hur nordligt eller sydligt laven växer. På sydligare breddgrader blir laven mer gulaktig och på nordligare breddgrader är den mer rödaktig. Detta beror på skillnaden i mängden UV-strålning. 
En annan egenskap hos praktlav är att förekomst av apothecier (fruktkroppar) är vanligt.